# نهائي كأس العالم 2006
نهائي كأس العالم لكرة القدم 2006 هي المباراة النهائية لتحديد المنتخب الوطني الفائز في مسابقة كأس العالم التي لُعبت في 9 يوليو 2006 في الملعب الأولمبي في برلين بين إيطاليا وفرنسا. فازت إيطاليا في هذه المباراة بالضربات الترجيحية بعد التعادل في الوقت الأصلي والإضافي بنتيجة 1-1. تُعد هذه المباراة، المباراة الدولية الأخيرة للفرنسي زين الدين زيدان بعد طرده حيث أنه نطح الإيطالي ماركو ماتيرازي برأسه على صدره رداً على الإهانات اللفظية.
بحسب الفيفا، فإن 715.1 مليون فرد شاهد المباراة النهائية.
افتتحت المباراة بالنجمين العالميين، شاكيرا ووايكلف جين واللَّذَين غنَّيا نسخة خاصة من أغنية hips dont lie سميت نسخة البامبو.

## مواجهات سابقة
تواجه الفريقان من قبل 30 مرة سجل كلاً منهما 54 هدف، سجلت إيطاليا 33 مرة وفازت 16 مرة وسجلت فرنسا 21 مرة وفازت 6 مرات وتعادلا 8 مرات ..أما عن المواجهات في كأس العالم فهذه المرة الخامسة التي يتواجهان فيها، فقد فازت إيطاليا مرتين وسجلت 5 أهداف وفرنسا مرة وسجلت 4 أهداف وتعادلا مرة.

## الطريق إلى النهائي
| الفريق           | لعب | فاز | تعادل | خسر | له | عليه | الفارق | النقاط |
| ---------------- | --- | --- | ----- | --- | -- | ---- | ------ | ------ |
| إيطاليا          | 3   | 2   | 1     | 0   | 5  | 1    | +4     | 7      |
| غانا             | 3   | 2   | 0     | 1   | 4  | 3    | +1     | 6      |
| جمهورية التشيك   | 3   | 1   | 0     | 2   | 3  | 4    | −1     | 3      |
| الولايات المتحدة | 3   | 0   | 1     | 2   | 2  | 6    | −4     | 1      |

| الفريق         | لعب | فاز | تعادل | خسر | له | عليه | الفارق | النقاط |
| -------------- | --- | --- | ----- | --- | -- | ---- | ------ | ------ |
| سويسرا         | 3   | 2   | 1     | 0   | 4  | 0    | +4     | 7      |
| فرنسا          | 3   | 1   | 2     | 0   | 3  | 1    | +2     | 5      |
| كوريا الجنوبية | 3   | 1   | 1     | 1   | 3  | 4    | −1     | 4      |
| توغو           | 3   | 0   | 0     | 3   | 1  | 6    | −5     | 0      |

### فرنسا
بدأت فرنسا بدور المجموعات في مجموعة (ط) مع سويسرا وكوريا وتوغو. وكانت مباراتها الأولى أمام سويسرا التي انتهت بالتعادل السلبي وحصول فرنسا على نقطة واحدة. المباراة الثانية كانت أمام كوريا الجنوبية وأيضاً انتهت بالتعادل 1-1 حيث بدأ الفرنسي تييري هنري بالتسجيل في الدقيقة التاسعة، لكن استطاع الكوري بارك جي سونغ إحراز هدف التعادل في الدقيقة 81 لتكسب فرنسا النقطة الثانية ويصبح لديها نقطتين.وكانت فرنسا تواجه خطر الاستبعاد حيث كانت في المركز الثالث بفارق نقطتين وراء كوريا الجنوبية، لكن بفوزها في مباراتها الثالثة على توغو وخسارة كوريا أمام سويسرا، استطاعت الحصول على المركز الثاني ب5 نقاط وراء سويسرا المتصدرة ب7 نقاط (فوز وتعادلين)، وقد فازت على توغو بهدفين نظيفين سجلهما باتريك فييرا في الدقيقة 55 وهنري في الدقيقة 61.
في دور خروج المغلوب في الثمن نهائي، ولأنها الثاني من مجموعة (ز)، واجهت فرنسا أسبانيا، متصدر مجموعة (ح)، وفازت بنتيجة 3-1 ،افتتحت أسبانيا التسجيل في المباراة عبر اللاعب دافيد فيا في الدقيقة 28، بضربة جزاء ارتكبها ليليان ثيورام بعرقلة. وفي الدقيقة 41 تعادل المنتخب الفرنسي عبر اللاعب فرانك ريبيري في الدقيقة 41.وفي الدقائق الأخيرة من الشوط الثاني، سجل فييرا وزيدان هدفي الفوز في الدقيقة 83 و 92. ثم فازت فرنسا في الربع نهائي على البرازيل بهدف وحيد لهنري في الدقيقة 57. وفي النصف نهائي واجهت فرنسا البرتغال وفازت بهدف وحيد لزيدان من ضربة جزاء في الدقيقة 33 لتلتقي بعدها إيطاليا في النهائي.

### إيطاليا
وُضعت إيطاليا في المجموعة (ر) مع غانا والتشيك والولايات المتحدة. بدأت مباراتها الأولى أمام غانا انتهت بفوز سهل لإيطاليا اكسبتها أول 3 نقاط بهدفين للا شيء سجلهما بيرلو في الدقيقة 40 و فينتشينزو ياكوينتا في الدقيقة 83. وفي المباراة الثانية أمام الولايات المتحدة، بدأت إيطاليا بالتسجيل في الدقيقة 22 عبر ألبيرتو جيلاردينو لكن كريستيان زاكاردو منح الولايات المتحدة التعادل بالتسجيل على مرماه في الدقيقة 27 ليكسبهم نقطة واحدة ويصبحوا 4 نقاط. وفي المباراة الثالثة أمام التشيك فازت إيطاليا بهدفين للا شيء لتتصدر المجموعة ب7 نقاط وتكسب بطاقة التأهل لدور خروج المغلوب.وقد سجل كلاً من ماتيرازي و فيليبو إنزاغي في الدقيقة 26 و 87. انتهت إيطاليا متصدرةً المجموعة ب7 نقاط (فوزين وتعادل)
في الثمن نهائي واجهت إيطاليا الوصيف من المجموعة (ط)، أستراليا وفازت بهدف وحيد من ضربة جزاء سددها فرانشيسكو توتي في الدقيقة 95. وفي الربع نهائي تواجهت إيطاليا مع أوكرانيا وكانت مباراة سهلة لإيطاليا حيث بدأ زامبروتا بالتسجيل مبكراً لإيطاليا، ثم سجل لوكا توني هدفين في الدقيقة 59 و 69 لتنتهي المباراة بنتيجة 3-0. أما في النصف النهائي فقد لعبت إيطاليا أمام ألمانيا وقازت بهدفين في الشوط الثاني الإضافي لتتأهل للنهائي أمام فرنسا وتأخذ البطولة للمرة الرابعة في تاريخها.

## ملخص المباراة
بدأ النهائي بالتسجيل من الفريقين من أول 20 دقيقة.افتتح زين الدين زيدان التسجيل من ضربة جزاء في الدقيقة السابعة، ارتكبها ماركو ماتيرازي، والتي ضربت الكرة العارضة لترتد وتستقر داخل المرمى. بعد 12 دقيقة، عدل ماتيرازي النتيجة برأسية لكرة رفعها بيرلو من ركلة ركنية.كان لدى الفريقان فرص تسجيل هدف الفوز في الوقت العادي، فقد سدد لوكا توني الكرة للعارضة في الدقيقة 35 وبعدها أضاع رأسية، أما فرنسا فلم تُمنح ضربة جزاء أخرى في الدقيقة 53 بعدما عرقل زامبروتا، مالودا في منطقة الجزاء.ظهرت فرنسا أفضل بسبب عدد التسديدات نحو المرمى.وانتهى الوقت الأصلي بالتعادل الإيجابي 1-1.في الشوط الإضافي، كانت هناك فرصة خطيرة وحيدة وهي عندما ضرب زيدان الكرة برأسه فصدها الحارس بوفون لتخرج من أعلى العارضة.

### طرد زيدان

لقطة طرد زيدان من المباراة

عندما كان زيدان وماتيرازي يمران من بعضهما تبادلا الألفاظ، وفجأة استدار زيدان نحو ماتيرازي ونطحه برأسه على صدره، مطيحاً به. الحكم لم يرَ الحادثة، لذا أعطاه الحكم الرابع لويس ميدينا كونتاليخو المعلومات حول الحادثة.
بعد استشارة الحكم لمساعديه، وجه الحكم لزيدان بطاقة حمراء في الدقيقة 110. كانت هذه البطاقة الرابعة عشر في مسيرة زيدان الكروية، وصار ثاني لاعب يُطرد في مسابقتي كأس عالم بعد الكاميروني ريغوبرت سونغ. وأيضاً، صار رابع لاعب يُطرد في نهائي كاس العالم وأول لاعب يطرد في الأشواط الإضافية.

### الضربات الترجيحية

صورة المنتخب الإيطالي عند تتويجه بالبطولة

لم يحدث أي تغيير في النتيجة في الأشواط الإضافية، وهذا أدى للعب الفريقين الضربات الترجيحية التي انتهت بفوز إيطاليا 5-3، بعد أن سدد ديفيد تريزيغيه الكرة للعارضة وحرم منتخبه من الكأس، وهو الذي سجل الهدف الذهبي في نهائي يورو 2000 أمام إيطاليا.

### استفزاز زيدان
أظهر فيديو أن ماتيرازي استفز زيدان شفهياً، وقد استأجرت 3 صحف بريطانية وهم ذا صن، ذي تايمز وديلي ستار، قراء شفة ليترجموا ماقاله ماتيرازي في الفيديو، وبعدها ادعت إن ماتيرازي قال لزيدان : ابن الإرهابية العاهرة. اعتذرت جريدتا ذا صن وديلي ستار في 2008 لماتيرازي وكسب من الجرائد الثلاث تعويضاً.
فسر زيدان أن الشتائم القاسية والإهانات لأمه هي سبب رد فعله. اعترف ماتيرازي بذم زيدان، لكنه أكد أن سلوك زيدان متغطرس جداً وأن التصريحات كانت تافهة. وأصر ماتيرازي أيضاً بأنه لم يهن أم زيدان، قائلاً : لم أتحدث عن والدته أيضاً. لقد فقدت والدتي عندما كنت في الخامسة عشر، وحتى الآن لا أزال أحصل على الكلام العاطفي حول هذا الموضوع.
اعتذر زيدان لاحقاً، ولكنه قال أنه لايندم على فعلته، لأنه شعر بأنه سيتغاضى أفعال ماتيرازي. بعد شهرين، عرض ماتيرازي روايته للأحداث، أنه عرض على زيدان أن يأخذ قميصه وزيدان قال: إذا كنت تريد قميصي سأعطيه إياك بعد ذلك، فعلق ماتيرازي أنه يفضل أخته على ذلك، لكنه ادعى أثناء المقابلة أنه لم يكن يعلم أن لزيدان أخت. بعد سنة من الحادثة أكد ماتيرازي أن كلامه كان لزيدان أفضل أن العاهرة هي أختك.

## ردود الفعل
أشاد الرئيس الفرنسي جاك شيراك بزيدان، وأضاف أن الذي فعله زيدان غير مقبول، لكنه فهم ماحصل لزيدان من استفزاز. وقد ذكرت الصحيفة الفرنسية لو فيغارو أن ضربة الرأس كانت بغيضة وغير مقبولة. أما مجلة تايم فإنها اعتبرت الحادثة رمز التعددية الثقافية لأوروبا. ورغم الضجة المستمرة إلا أن محبو زيدان ومساندوه لايزالون واقفين معه.
لاقت الحادثة سخرية على نطاق واسع على الإنترنت والثقافة الشعبية، فقد قُدمت أعمال بارودية (فنية ساخرة) كثيرة. ففي حلقة من حلقات المسلسل المشهور فاميلي غاي يظهر زيدان ينطح امرأة مسنة عجوز عندما كان يوصل طلبية لها. وأيضاً أغنية فرنسية تسمى النطحة انتشرت بشكل كبير في فرنسا.
فتحت الفيفا إجراءات للبحث في الحادثة وأكدت أن الحكم فعل الصواب في قرار طرد زيدان، رافضة الادعاءات بأن الحكم الرابع اعتمد على الإعادة لاتخاذ القرار حول سلوك زيدان الخاطئ. وأصدرت الفيفا غرامة على ماتيرازي تقدر ب 5000 فرنك سويسري وتوقيف مبارتين، وغرامة على زيدان تقدر ب 7500 فرنك سويسري وتوقيف 3 مباريات. خدم زيدان في خدمة المجتع في الفيفا بدلاً من التوقيف 3 مباريات، لأنه أصلاً قد اعتزل.
صدر كتاب جديد كتبته الصحافية بسمة لاحوري واسمه الوجه المخفي لزيدان ونُشر في سبتمبر 2008، مدعيةً فيه بأن زيدان ندم عن الحادثة من خلال حديث مع قريبه.
أجريت مقابلة في أكتوبر 2009، على محطة الراديو الفرنسية، ذكر زيدان : دعونا لاننسى أن الاستفزاز شيء قبيح. أنا لم أستفز أحداً من قبل، لم أفعلها أبداً، والأفضل عدم الرد على الاستفزازات.

## تفاصيل المباراة
| إيطاليا                                        | 1–1 (ب.و.إ.) | فرنسا                                |
| ---------------------------------------------- | ------------ | ------------------------------------ |
| ماتيراتزي 19'                                  | تقرير        | زيدان 7' (ركلة.)                     |
| ركلات الترجيح                                  |              |                                      |
| بيرلو · ماتيراتزي · دي روسي · دل بييرو · غروسو | 5–3          | ويلتورد · تريزيغيه · أبيدال · سانيول |

| إيطاليا | فرنسا |

|              |    |                    |    |     |
|              |    |                    |    |     |
| GK           | 1  | جانلويجي بوفون     |    |     |
| RB           | 19 | جانلوكا زامبروتا   | 5' |     |
| CB           | 5  | فابيو كانافارو     |    |     |
| CB           | 23 | ماركو ماتيراتزي    |    |     |
| LB           | 3  | فابيو غروسو        |    |     |
| CM           | 8  | جينارو غاتوزو      |    |     |
| CM           | 21 | أندريا بيرلو       |    |     |
| RW           | 16 | ماورو كامورانيزي   |    | 86' |
| LW           | 20 | سيموني بيروتا      |    | 61' |
| SS           | 10 | فرانشيسكو توتي     |    | 61' |
| CF           | 9  | لوكا توني          |    |     |
| البدلاء:     |    |                    |    |     |
| MF           | 4  | دانييلي دي روسي    |    | 61' |
| FW           | 15 | فينتشينزو ياكوينتا |    | 61' |
| FW           | 7  | أليساندرو دل بييرو |    | 86' |
| المدرب:      |    |                    |    |     |
| مارشيلو ليبي |    |                    |    |     |

|               |    |                 |      |      |
|               |    |                 |      |      |
| GK            | 16 | فابيان بارتيز   |      |      |
| RB            | 19 | ويلي سانيول     | 12'  |      |
| CB            | 15 | ليليان تورام    |      |      |
| CB            | 5  | ويليام غالاس    |      |      |
| LB            | 3  | إريك أبيدال     |      |      |
| CM            | 4  | باتريك فييرا    |      | 56'  |
| CM            | 6  | كلود ماكيليلي   | 76'  |      |
| RW            | 22 | فرانك ريبيري    |      | 100' |
| AM            | 10 | زين الدين زيدان | 110' |      |
| LW            | 7  | فلوران مالودا   | 111' |      |
| CF            | 12 | تييري هنري      |      | 107' |
| البدلاء:      |    |                 |      |      |
| MF            | 18 | ألو ديارا       |      | 56'  |
| FW            | 20 | دافيد تريزيغيه  |      | 100' |
| FW            | 11 | سيلفان ويلتورد  |      | 107' |
| المدرب:       |    |                 |      |      |
| ريمون دومينيك |    |                 |      |      |